# Rafał Różewicz

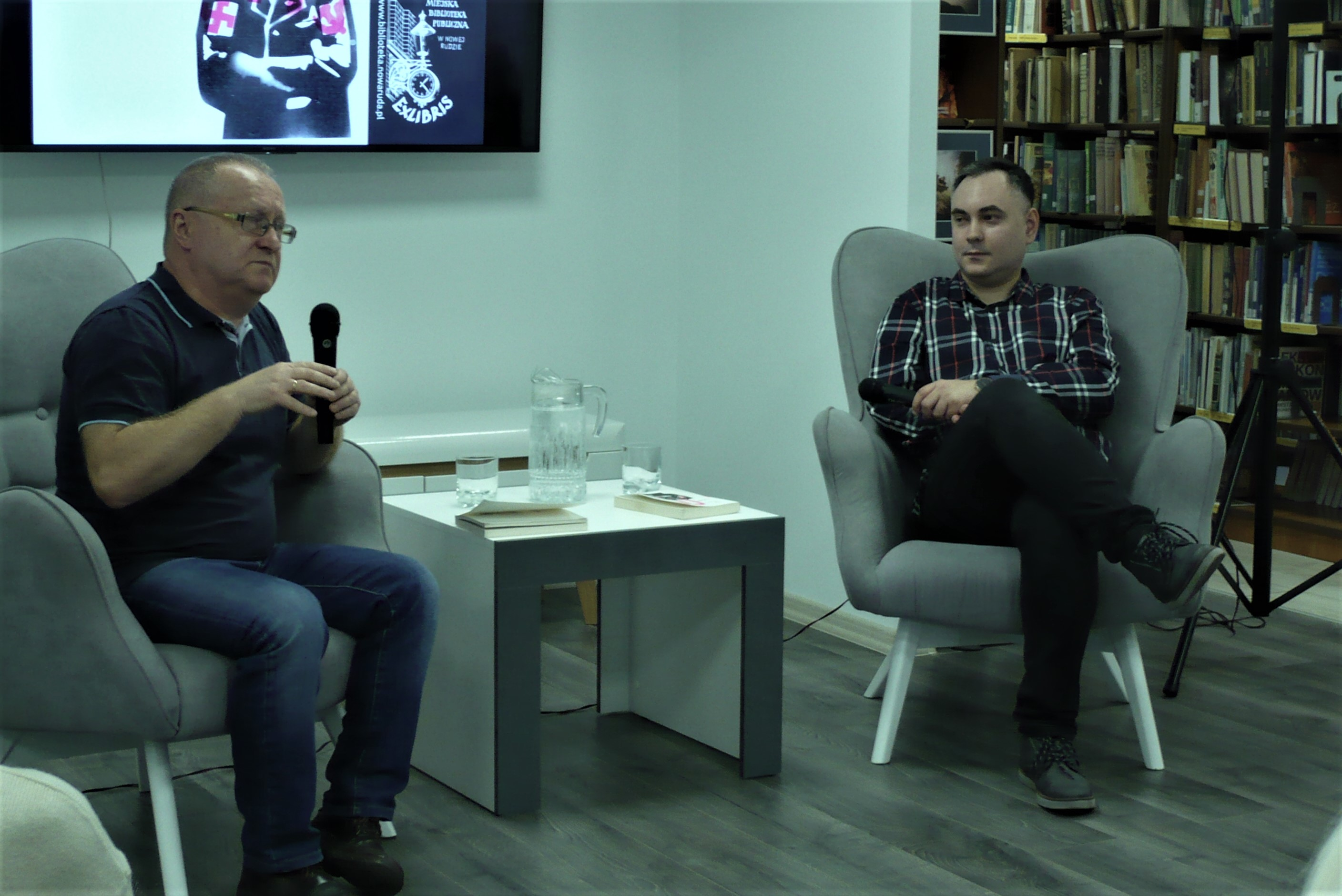
Rafał Różewicz i Karol Maliszewski, Nowa Ruda (2022)

Rafał Różewicz (ur. 1990 w Nowej Rudzie) – polski poeta, prozaik i recenzent.

## Życiorys
Redaktor naczelny internetowego czasopisma 2Miesięcznik. Pismo ludzi przełomowych (2015–2016). Publikował m.in. w miesięczniku Nowaja Polsza, w Odrze, Wakacie, Arteriach, Akancie, Redzie, Cegle, Szafie, Pressjach, Zeszytach Poetyckich, Pomostach, ArtPapierze. Nominowany do nagrody głównej XIX Ogólnopolskiego Konkursu Poetyckiego im. Jacka Bierezina 2013 za projekt tomu Product placement. Laureat pierwszej nagrody XXIII Ogólnopolskiego Konkursu Poetyckiego im. K.K. Baczyńskiego 2014. Wyróżniony w XI Ogólnopolskim Konkursie Literackim „Złoty Środek Poezji” 2015 na najlepszy poetycki debiut książkowy roku 2014 za tom Product placement. Za ten sam tom był nominowany do Wrocławskiej Nagrody Poetyckiej Silesius 2015 w kategorii debiut roku oraz do Nagrody Kulturalnej Gazety Wyborczej wARTo 2015. Nominowany do Nagrody Kulturalnej Gazety Wyborczej wARTo 2017 za tomik Państwo przodem. Tłumaczony na język ukraiński (tłum. Andrij Bondar) i rosyjski (tłum. Igor Biełow).
Gość licznych festiwali literackich i poetyckich m.in. Międzynarodowego Festiwalu Opowiadania we Wrocławiu, Festiwalu Góry Literatury w Nowej Rudzie, Festiwalu Stolica Języka Polskiego w Szczebrzeszynie, Festiwalu Puls Literatury w Łodzi, Manifestacji Poetyckich w Warszawie, Festiwalu Dużego Formatu w Warszawie, Festiwalu Miasto Poezji w Lublinie, Festiwalu Wielorzecze w Elblągu, Portu Poetyckiego w Chorzowie, Majowego BUUM-u Poetyckiego w Toruniu.
Inspirację dla jego twórczości stanowi m.in. poezja Mirona Białoszewskiego.
Mieszka we Wrocławiu.

## Poezja
- Product placement (Zeszyty Poetyckie, Gniezno 2014)
- Państwo przodem (Fundacja Duży Format, Warszawa 2016)
- Po mrok (wydawnictwo j, Jacek Bierut, Wrocław 2019)
- Podwójna ciągła (wydawnictwo papierwdole-Katalog Press/Dzikie Przyjemności, Ligota Mała-Dùn Èideann 2022) – artbook, poprawione wydanie dwóch pierwszych książek poetyckich

wybrane antologie:
- Antologia debiutów poetyckich 2014 (K.I.T Stowarzyszenie Żywych Poetów, Miejska Biblioteka Publiczna, Brzeg 2015) – red. Krystian Ławreniuk, Kamil Osękowski, Radosław Wiśniewski
- Przewodnik po zaminowanym terenie. Antologia tekstów pisma Helikopter z lat 2011–2015 (OPT/Biuro Festiwalowe Impart, Wrocław 2016) – red. Krzysztof Śliwka, Marek Śnieciński
- Nielegalny prąd (Biuro Festiwalowe Impart, Wrocław 2016) – dwujęzyczna antologia wierszy wrocławskich i podwrocławskich w wyborze Jacka Bieruta (w języku polskim i ukraińskim, tłumaczenie: Andrij Bondar)

## Proza
- Land (wydawnictwo j, Jacek Bierut, Wrocław 2022)

## Krytyka i publicystyka
- Rówieśnicy III RP. 89' + w poezji polskiej, red. Tomasz Dalasiński, Rafał Różewicz (Biblioteka „Inter-”, Zakład Literatury Polskiej Uniwersytetu Mikołaja Kopernika, Toruń 2015)[16]
- Grała w nas gra. Antologia wierszy ludzi przełomowych, red. Rafał Różewicz (Fundacja Kultury Akademickiej, Poznań 2017)[17]
- Antologia debiutów poetyckich 2017, red. Rafał Różewicz, Anna Adamowicz, Radosław Wiśniewski (K.I.T Stowarzyszenie Żywych Poetów, Miejska Biblioteka Publiczna, Brzeg 2018)